# دار بن عبد الله (ولاية غليزان)
دار بن عبد الله هي إحدى بلديات التابعة لدائرة زمورة ولاية غليزان الجزائرية.  وتقع جنوب شرق مدينة غليزان حيث تتربع على مساحة قدرها 109.47 كم² وبساكنة قدرها 3499 نسمة حسب إحصائيات 2008م.
وتعد منطقة دار بن عبد الله من أشهر المناطق التي قاومت الاستعمار الفرنسي في عهد دولة الأمير عبد القادر تحت إمرة الشريف سيدي بن عبد الله وكذلك زمن المقاومات الشعبية بقيادة سيدي لزرق بلحاج وخليفته سيدي عبد العزيز الصغير وعند حلول ثورة التحرير الوطني لبت المنطقة نداء الجهاد مما أدى بالفرنسيين إلى الإنتقام بقصف السكان هن طريق الطائرات وكما تعرف بالعامية الطيارة الصفرة

## التسمية
تعود تسمية البلدية بدار بن عبد الله نسبة للثائر والمقاوم سيدي بن عبد الله بن فاطمة أحد قياد الامير عبد القادر والذي أشعل فتيل المفاومة بعد سقوط دولة الأمير ولجأ الفرنسيون لاستعمال المدفعية لإرهابه وفجرت منزله أو داره الخاصة وسميت منذ ذلك الحين دار سيدي بن عبد الله ثم حذفت كلمة سيد استقر إسمها عند دار بن عبد الله

## الجغرافيا

### المناخ
تتميز دار بن عبد الله بمناخ البحر الأبيض المتوسط. الصيف حار وجاف والشتاء بارد. متوسط درجة الحرارة السنوية لدار بن عبد الله هو 24 درجة مئوية و242 ملم من المطر يسقط هناك كل عام. إنه جاف لمدة 246 يومًا في السنة في المتوسط بمعدل رطوبة يقدر بـ 57% ومؤشر للأشعة فوق البنفسجية يبلغ 53.

## إدارة
- 1852 فكر الفرنسيون بإقامة مركز إستطاني لمراقبة قبيلة فليتة المتمردة وارادوا أن يطلقوا عليها اسم بيجو فيل لكن المشروع تم وأده خاصة أن المستشارين عارضوا الفكرة بحجة أن المركز يتواجد في منطقة خطيرة ووسط قبيلة لا يأتمن جانبها
- 25 سبتمبر 1869 أنشأ دوار دار بن عبد الله التابعة لإقليم أولاد سيدي يحي[5] والتابع للبلدية المختلطة زمورة دائرة مستغانم عمالة وهران
- 04 سبتمبر 1956 أصبحت بلدية تابعة لدائرة غليزان عمالة مستغانم
- 1984 أصبحت تابعة لدائرة زمورة ولاية غليزان.[6]

## عمران

### دواوير البلدية
تضم بلدية دار بن عبد الله العديد من الدواوير أبرزها :
- الشوايبية الكبار
- الشوايبية الصغار
- أولاد الباي
- سيدي يحي
- لغوال
- النذاذرة
- عوامرية
- خوالدية
- جواعلية
- المفلاحية
- بخايرية
- أولاد بوحسون
- خوادم
- أولاد بخدة
- أولاد العربي
- أولاد منور.
- قراديب
- نطاطحة
- أولادقدور
- بناينية

## النقل
- الطريق الوطني رقم 23

## تعليم
- متوسطة الشهداء مفلاح[8]
- إبتدائية بلغول الغوتي
- ابتدائية قدور محمد.[9]

## مشاهير وأعلام
- سيدي بن عبد الله بن فاطمة
- سيدي عبد العزيز الصغير
- الحاج الطيب
- الشيخ محمد بن الصافي

## وصلة خارجية
بلديـة دار بن عبد الله